# Sven Hådell
Sven Oskar Zacharias Hådell, född den 30 oktober 1907 i Gryta församling, Uppsala län, död den 9 maj 1996 i Kristiansand, Norge, var en svensk militär.
Hådell blev fänrik vid Norrlands artilleriregemente 1928 och löjtnant där 1932, Efter att ha genomgått Artilleri- och ingenjörhögskolans allmänna och högre kurs 1930–1934 blev han kapten 1939. Hådell var arbetsofficer vid Karl Gustavs stads gevärsfaktori 1938–1944 och lärare vid Artilleri- och ingenjörhögskolan 1946–1949.  Han blev major  1946, överstelöjtnant 1951, överste 1955 och överste av första graden 1964. Hådell var chef för Arméns radarskola 1949–1952, chef för Skånska luftvärnskåren 1954–1956 och för Roslagens luftvärnsregemente 1956–1964 samt luftvärnsinspektör 1964–1968. Han invaldes som ledamot av Krigsvetenskapsakademien 1948. Hådell blev riddare av Svärdsorden 1947 och av Vasaorden 1950 samt kommendör av Svärdsorden 1959 och kommendör av första klassen 1963. Han vilar på Täby kyrkogård.